# Дорохово (Брянская область)
Дорохово — деревня в Жирятинском районе Брянской области, в составе Морачёвского сельского поселения. 
 Расположена в 3 км к юго-западу от села Морачёво. Постоянное население с 1990-х гг. отсутствует.

## История
Упоминается с XVII века; бывшее владение Зиновьевых, Дурново, позднее В. Д. Азанчевского, А. Д. Левиной, Н. Д. Пряженцовой. Входила в приход села Морачёво.
С 1861 по 1924 год входила в Княвицкую волость Брянского (с 1921 — Бежицкого) уезда; с 1924 года в Жирятинскую волость, с 1929 в Жирятинский район, а при его временном расформировании (1932—1939, 1957—1985) — в Жуковский район. В 1964 году к деревне присоединена деревня Юрково.